# Classe ATC A
La classe ATC A, dénommée « Tractus digestif et métabolisme », est un groupe anatomique de la classification anatomique, thérapeutique et chimique, développée par l'OMS pour classer les médicaments et autres produits médicaux. La classe ATC vétérinaire correspondante dans la classification ATCvet est QA. Le groupe présenté ici est celui établi par l'OMS, et peut donc différer des versions dérivées utilisées dans certains pays.
Liste des sous-groupe de la classe ATC A (Tractus digestif et métabolisme) :
- A01 : Préparations stomatologiques
- A02 : Médicaments liés à des problèmes d'acidité
- A03 : Médicaments utilisés en cas de problèmes fonctionnels gastro-intestinaux
- A04 : Antiémétiques et antinauséeux
- A05 : Traitement de la bile et du foie
- A06 : Laxatifs
- A07 : Antidiarrhéiques, anti-inflammatoires intestinaux/agents anti-infectieux
- A08 : Médicaments contre l'obésité, à l'exclusion des produits de régime
- A09 : Digestifs, y compris les enzymes
- A10 : Médicaments utilisés en cas de diabètes
- A11 : Vitamines
- A12 : Compléments minéraux
- A13 : Toniques
- A14 : Agents anabolisants  (usage systémique)
- A15 : Stimulants de l'appétit
- A16 : Autres produits liés au tractus digestif et au métabolisme